# Naturally (J.J. Cale)
Naturally, ook wel geschreven als Naturally..., is het debuutalbum van de Amerikaanse zanger en gitarist J.J. Cale. Het werd in 1972 door A&M Records (in het Verenigd Koninkrijk) en Shelter Records (in de Verenigde Staten) uitgebracht. Cale bereikte met het album de 51ste plaats in de Amerikaanse hitlijst. De singles "After Midnight" en "Crazy Mama" piekten op de 42ste respectievelijk 22ste plaats in de Billboard Hot 100.
Audie Ashworth verzorgde de muzikale productie en werd bijgestaan door geluidstechnici James Long (in de Moss Rose Studio) en Joe Mills en Jim Williamson (beiden in Bradley's Barn).

## Nummers
| Nr. | Titel                                             | Duur |
| --- | ------------------------------------------------- | ---- |
| 1.  | Call Me the Breeze                                | 2:35 |
| 2.  | Call the Doctor                                   | 2:26 |
| 3.  | Don't go to Strangers                             | 2:22 |
| 4.  | Woman I Love                                      | 2:36 |
| 5.  | Magnolia                                          | 3:23 |
| 6.  | Clyde (door J.J. Cale en C.W. Beavers geschreven) | 2:29 |

| Nr. | Titel            | Duur |
| --- | ---------------- | ---- |
| 1.  | Crazy Mama       | 2:22 |
| 2.  | Nowhere to Run   | 2;26 |
| 3.  | After Midnight   | 2:23 |
| 4.  | River Runs Deep  | 2:42 |
| 5.  | Bringing it Back | 2:44 |
| 6.  | Crying Eyes      | 3:13 |

## Bezetting
- "Call Me the Breeze", "Call the Doctor" en "Crying Eyes" werden op 29 en 30 september 1970 opgenomen in de Moss Rose Studio te Nashville (Tennessee). James Long was geluidstechnicus van dienst. Op deze nummers spelen J.J. Cale (zang/gitaar), Karl Himmel (drums), Carl Radle (basgitaar) en Weldon Myrick (steelgitaar).
- "Don't go to Strangers" en "After Midnight" werden op 9 juni 1971 in de studio Bradley's Barn in Mount Juliet opgenomen. Joe Mills en Jim Williamson waren hierbij geluidstechnici. Op beide nummers spelen J.J. Cale (zang/gitaar), Chuck Browning (drums), Nortbert Putnam (basgitaar), David Briggs (piano/orgel), Jerry Whitehurst (piano).
- "Woman I Love", "Nowhere to Run" en "Bringing it Back" werden op 2, 3 en 4 oktober 1970 opgenomen in Bradley's Barn. Op deze nummers spelen J.J. Cale (zang/gitaar), Karl Himmel (drums), Tim Drummond (drums), Bob Wilson (piano) en Ed Colis (mondharmonica).
- "Magnolia" werd op 29-30 september en 2-4 oktober 1970 opgenomen in de Moss Rose Studio respectievelijk Bradley's Barn. Op dit nummer spelen J.J. Cale (zang/gitaar), Karl Himmel (drums), Tim Drummond (drums), Carl Radle (basgitaar), Bob Wilson (piano), Weldon Myrick (steelgitaar) en Ed Colis (mondharmonica).
- "Clyde" werd op 2, 3 en 4 oktober 1970 opgenomen in Bradley's Barn. Op dit nummer spelen J.J. Cale (zang/gitaar), Tim Drummond (drums), Bob Wilson (piano), Buddy Spiker (fiddle), Shorty Lavender (fiddle), Walter Haynes (dobro) en Ed Colis (mondharmonica).
- "Crazy Mama" en "River Runs Deep" werden op 29 en 30 september 1970 opgenomen in de Moss Rose Studio. Op deze nummers spelen J.J. Cale (zang/gitaar), Karl Himmel (drums), Carl Radle (basgitaar), Weldon Myrick (steelgitaar), Mac Gayden (slidegitaar) en Diane Davidson (achtergrondzang).